# Pichucalco
Pichucalco est une municipalité du Chiapas, au Mexique. Elle couvre une superficie de 1 078,1 km2 et compte 31 107 habitants en 2015.